# Megacerus ramicornis
Megacerus ramicornis là một loài bọ cánh cứng trong họ Bruchidae. Loài này được Erichson miêu tả khoa học năm 1848.